# 2149 Schwambraniya
2149 Schwambraniya este un asteroid din centura principală, descoperit pe 22 martie 1977 de Nikolai Cernîh.